# Iulius Filip
Iulius Filip (n. 23 aprilie 1947 la Teremia Mare, jud. Timiș) este un dizident anticomunist și fost deținut politic român.
Primul act public de disidență manifestată de maistrul militar Iulius Filip, s-a petrecut atunci când s-a declarat net de partea minerilor participanți la Greva minerilor din Valea Jiului din 1977. Măsura luată a fost interdicția de a mai lucra cu armament.
În iulie 1980 o sursă a Securității a menționat că Iulius Filip făcea „unele comentarii negative la adresa conducerii de partid și de stat”. Inițial, a fost „atenționat” de către organizația de partid de la locul de muncă.
În 1981 Iulius Filip a trimis pe adresa Comitetului Central al PCR un pamflet, adresat lui Nicolae Ceaușescu, intitulat „Vis și speranță” care se încheia cu versurile: „Laude, minciuni și vorbe, cu ele mereu ne-ați dus/ Dar acum sosit-a clipa pentru-al lor sfârșit și-apus!”. A fost arestat în 3-5 martie 1981 și anchetat, iar în 15 martie 1981, ministrul de atunci la Apărării, Constantin Olteanu, l-a trecut în rezervă prin Ordinul 51/ 1981 „pentru fapte incompatibile cu statutul de cadru militar”.
Securitatea i-a oferit un post de maistru la o instituție civilă, cu condiția să devină informator. Deoarece a refuzat, nu i s-a oferit nici un loc de muncă. Pentru a-și întreține familia, a fost nevoit să facă munci necalificate, spălând scări de bloc, geamuri etc. După 3 luni a reușit să se angajeze la atelierele de reparații ale CFR, la uzina “16 Februarie” din Cluj ca simplu muncitor, fără să i se recunoască nici o calificare.
În 1981, Iulius Filip a trimis în Polonia o scrisoare de sprijin către Congresul sindicatului Solidaritatea cu mesajul „Dorim succes deplin primului congres al unui sindicat liber din țările socialiste”, semnând „muncitorul român Iulius Filip, Atelierele CFR 16 Februarie Cluj”. Conducerea sindicatului Solidaritatea a primit scrisoarea care a fost citită în plenul congresului la 28 septembrie 1981. Ulterior, scrisoarea a fost difuzată de marile agenții de presă.
Ca urmare, Departamentul Securității Statului, cunoscut sub denumirea de „Securitatea”, a inițiat o anchetă în urma căreia a fost acuzat de „pactizare cu forțele contrarevoluționare din Polonia”. După ce scrisoarea a fost difuzată și de postul Radio Europa Liberă, ajungând să fie cunoscută de populația României, Iulius Filip a fost deferit tribunalului militar din Cluj și apoi celui din București, pentru că ar fi comis infracțiunea de propagandă împotriva orânduirii socialiste. A fost condamnat la pedeapsă privativă de libertate de cinci ani și patru luni, pedeapsă pe care a executat-o în închisorile din Cluj, București, Jilava și Aiud. A fost închis în subsolul Securității (14- 19 decembrie 1981), București, strada Rahovei 37-39 (19 decembrie 1981- 8 februarie 1982), celulele condamnaților la moarte de la Rahova, închisoarea-spital de nebuni cronici de la Jilava (20.07.82 – 15.10.82) și apoi închisoarea de la Aiud până în 1987.
A fost eliberat din închisoare în 1987. Pentru că a refuzat să semneze o declarație prin care să se angajeze că nu va mai întreprinde acțiuni împotriva orânduirii socialiste, Iulius Filip a fost mutat pe șantierul Zlatna, din județul Alba, unde a muncit timp de un an și două luni.
Împreună cu alți deținuți politici a formulat o scrisoare, în care se cerea înlăturarea de la putere a lui Nicolae Ceaușescu și democratizarea României, pe care a trimis-o, în mai 1988, participanților reuniți la Viena pentru Conferința privind Securitatea și Cooperarea în Europa. Ca urmare, a fost anchetat și torturat timp de cinci zile de către Securitate.
Lui Iulius Filip și altor opozanți ai regimului li s-a impus să părăsească țara în 10 zile. Aceștia își depuseseră de mai multă vreme actele de emigrare la Ambasada Americană din București, mai mult formal, ca să nu poată fi uciși și făcuți dispăruți. Iulius Filip a părăsit România și a petrecut opt ani exilat în Statele Unite ale Americii, lângă Seattle, statul Washington. În 1997 s-a întors în România pentru a-și îngriji mama bolnavă.

## Recunoașterea de către Polonia
Președintele Republicii Polone Bronisław Komorowski i-a acordat lui Iulius Filip Crucea de Comandor a Ordinului de Merit al Republicii Polone, „pentru contribuția și devotamentul său în sprijinirea schimbărilor democratice din Polonia”. Acesta i-a fost înmânată de ambasadorul Poloniei în România, Marek Szczygiel, în cadrul unei ceremonii oficiale desfășurată în Sala de Sticlă a Primăriei Cluj-Napoca, în ziua de 7 noiembrie 2014.

## Recunoașterea de către România
În 2019, Iulius Filip, disident anticomunist și fost deținut politic, a fost decorat de președintele Klaus Iohannis. El a primit Crucea Națională „Serviciul Credincios” clasa a III-a pentru apărarea valorilor democratice.

## Scrieri
- Iulius Filip, Între viață și moarte (1981-1988), Editura Napoca Star, Cluj, 1999
- Iulius Filip, Exilul (1988-1997), Editura Napoca Star, Cluj, 2000, ISBN:973-9455-69-7
- Iulius Filip, Renaștere împlinită, Editura Napoca Star, Cluj, 2003